# Roger Martí
Roger Martí Salvador, né le 3 janvier 1991 à Torrent, est un footballeur espagnol évoluant au poste d'attaquant au Elche CF.

## Biographie
Roger Martí est né en janvier 1991 à Torrent, dans la communauté valencienne. Il est formé dans le plus grand club de football de la région, le Valence CF. 
Martí commence sa carrière au Valence CF B de 2009 à 2011 et se fait prêter au Burjassot CF.
Martí signe en 2011 pour l'autre club phare de la ville de Valence, le Levante UD. Il joue dans un premier temps avec l'équipe B où son efficacité devant le but s'affirme avec trente-quatre réalisations en cinquante-quatre matchs.
Martí fait ses débuts pour Levante le 21 décembre 2011 en Coupe du Roi face au Deportivo La Corogne. Il inscrit son premier but contre l'AD Alcorcón pour un succès 4-0 en coupe. Le 2 janvier 2012, Martí entre en jeu à la place d'Arouna Koné lors d'un nul 0-0 contre le Real Saragosse en Liga. Au total, le jeune attaquant dispute six rencontres pour un but.
La saison suivante, Martí joue toujours le rôle de doublure en attaque et n'est titulaire qu'à deux reprises en championnat. Il marque néanmoins son premier but dans l'élite espagnole le 2 décembre 2012 contre le Celta Vigo qui permet aux siens d'arracher un nul 1-1 à l'extérieur. Levante est relégué en deuxième division à l'issue de l'exercice.
Martí est prêté au Real Saragosse le 6 août 2013. Portant le numéro neuf, il joue ses premières minutes en Segunda División le 17 août et marque aussi un but, synonyme d'un nul 1-1 contre l'Hércules. Sa première partie de saison est relativement moyenne avec trois buts à la trêve hivernale. Cependant, le natif de Torrent inscrit neuf buts dans la phase retour et finit sa saison avec douze réalisations. 
Martí est de nouveau prêté à l'été 2014 au Real Valladolid. Malgré une blessure qui le tient éloigné des terrains plusieurs mois, il marque six buts en dix-huit matchs de Segunda División. Martí revient à Valladolid en prêt au mois de janvier 2016.
De retour au Levante pour la saison 2016-2017, Martí obtient une place de titulaire incontestable alors que le club se bat pour remonter dans l'élite espagnole après sa descente en 2016. Il prend de l'assurance devant le but et réalise trois doublés, dont deux face à ses anciens clubs du Real Saragosse et du Real Valladolid. Martí conclut sa saison avec vingt-deux buts, à une réalisation d'obtenir le trophée de meilleur buteur du championnat, tandis que Levante est sacré champion.
Une nouvelle blessure au genou durant la pré-saison 2017-2018 empêche Martí de jouer la phase aller du championnat. Il retrouve les terrains le 20 janvier 2018 en remplaçant Jason contre le Villarreal CF et inscrit un but sur penalty mais Levante est défait 2-1. Martí clôt sa demi-saison avec trois buts en dix-sept rencontres.
La saison 2018-2019 est de bonne facture pour Martí sur le plan individuel, marquant treize buts en championnat. Le 2 septembre 2018, il réalise un doublé face à son club formateur du Valence CF (2-2). Martí est buteur au mois d'octobre 2018 lors d'un succès surprise 2-1 contre le Real Madrid.
Martí, remplaçant, inscrit un doublé sur penalty le 23 août 2019 qui permet à Levante de l'emporter 2-1 contre le Villarreal CF alors que ces derniers menaient au score.
Le 4 août 2022, Martí signe à l'Elche CF, autre club de la Communauté valencienne qui évolue en Liga, un contrat de quatre ans pour un montant de transfert estimé à trois millions d'euros, alors que Levante vient d'être relégué en Segunda División,. Il quitte le club valencien en ayant inscrit un total de soixante-quinze buts en deux-cent-trente-quatre matchs au cours de ses onze années, ce qui fait de lui l'un des meilleurs buteurs de son histoire.

## Palmarès
Levante UD
- Champion d'Espagne de D2 en 2017

## Statistiques
| Saison    | Club       | Pays      | Championnat       | Coupes nationales | Coupes d'Europe | Espagne |
| --------- | ---------- | --------- | ----------------- | ----------------- | --------------- | ------- |
| 2011-2012 | Levante UD | Liga BBVA | 2 matchs          | 3 matchs / 1 but  | -               | -       |
| 2012-2013 | Levante UD | Liga BBVA | 15 matchs / 1 but | 3 matchs / 1 but  | -               | -       |